# 神様の宝石でできた島/島唄
「神様の宝石でできた島／島唄」（かみさまのほうせきでできたしま/しまうた）は、日本の音楽グループであるTHE BOOMが2001年10月5日に発表した25枚目のシングル。

## 解説
THE BOOMが立ち上げたレーベルから発売されたCD第1弾である。
「島唄」は2001年のヴァージョンとして新録。全国野外ツアー中に公演前の会場にて一発録りでレコーディングされたものである。2002年のアルバム「OKINAWA〜ワタシノシマ〜」にこのリミックスバージョンが収録されている。なお、このヴァージョンの特徴としては、特に冒頭の「風を呼び 嵐が―」の歌詞付近で音階を上げて唄っているなどいくつか原曲からの変更点もみられる。 2002年の紅白歌合戦で歌われた「島唄」はこのシングルのヴァージョンである。
「神様の宝石でできた島」は、宮沢和史とジャマイカ人ミュージシャンのヤミ・ボロによるユニット「MIYA & YAMI」が1994年に発表した曲を、THE BOOMでセルフカバー。
シークレット・ボーナス・トラックが1曲収録されている（ジャケット等には曲名の記載なし）。

## 収録曲
全曲作詞・作曲：宮沢和史
1. 神様の宝石でできた島
2. 島唄 2001
3. 五分後 （live）
4. I'm in love with you （live）
5. シークレット・ボーナストラック
※内容は「そこが僕のふるさと」と「ダーリン」のメドレー

## カバー
1. 神様の宝石でできた島
2019年 - 西田あい - （アルバム『アイランド・ソングス　～私の好きな愛の唄～』収録）